# Jakub (Antonovici)

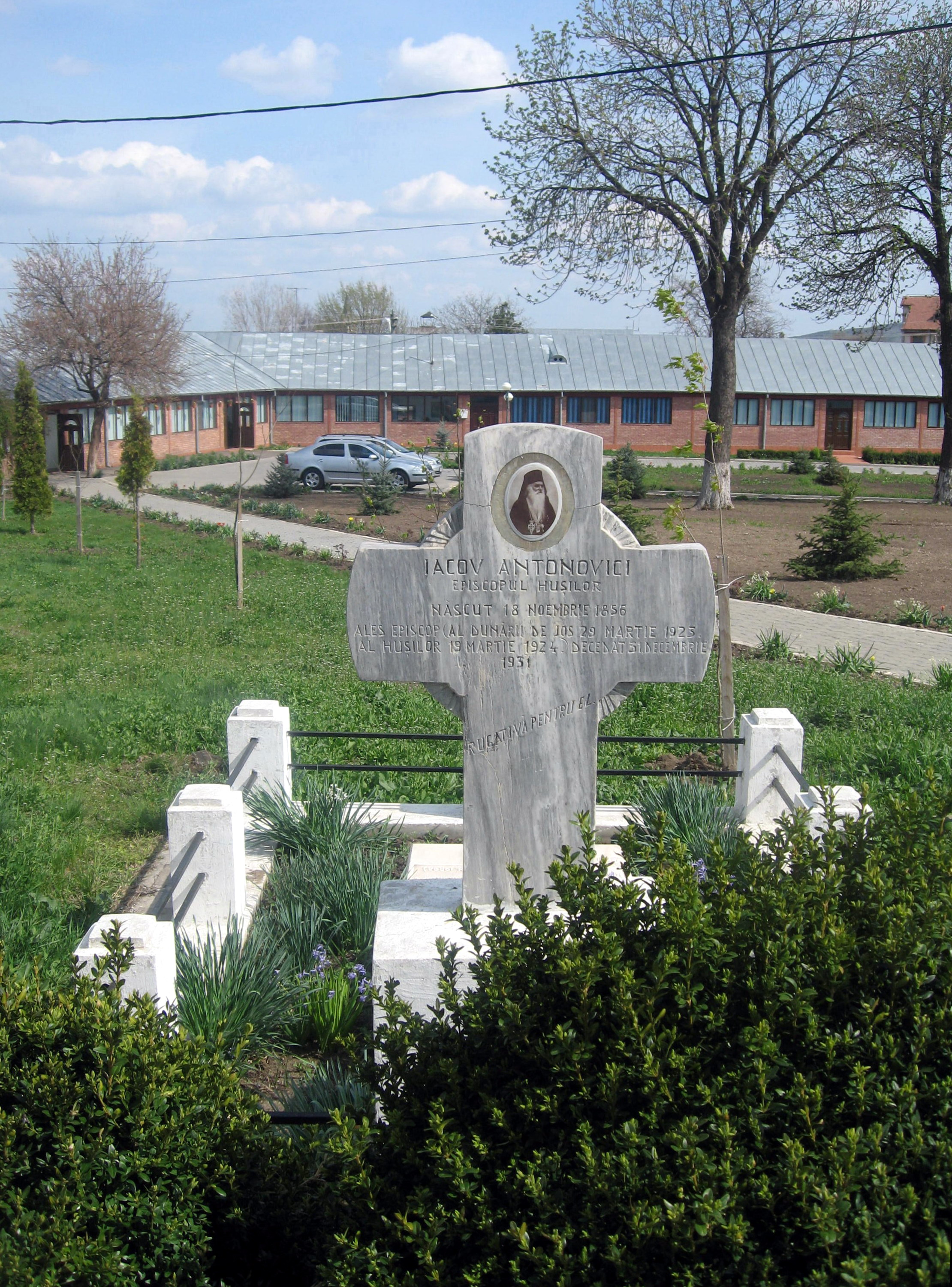
Nagrobek biskupa przy soborze Świętych Piotra i Pawła w Huși

Jakub, imię świeckie Ioan Antonovici (ur. 18 listopada 1856 w Similissoara Vaslui, zm. 31 grudnia 1931 w Huși) – rumuński biskup prawosławny.

## Życiorys
Średnie wykształcenie teologiczne uzyskał w seminarium duchownym im. metropolity Beniamina w Huși (dyplom w 1879). W 1880 został wyświęcony na diakona, zaś rok później na kapłana. Pracę duszpasterską prowadził w Bârladzie. W latach 1885–1889 studiował na wydziale teologicznym Uniwersytetu w Bukareszcie. Przed podjęciem studiów i po ich ukończeniu, do 1918, był katechetą w różnych szkołach średnich w Bârladzie, zaś w latach 1900–1902 także protoprezbiterem parafii w okręgu Tutova.
Autor szeregu artykułów i innych publikacji regionalistycznych, dotyczących historii Bârladu i miejscowości w okręgu Tutova, wydał również zbiór dokumentów dotyczących Bârladu. Pracę nad ich publikowaniem kontynuował także po chirotonii biskupiej. W 1919 za całokształt pracy nad historią regionalną został członkiem honorowym Akademii Rumuńskiej. Był także członkiem korespondentem komisji ds. pomników historii w okręgu Tutova (od 1914) i członkiem Towarzystwa Historyków Rumuńskich.
26 czerwca 1918 Święty Synod Rumuńskiego Kościoła Prawosławnego nominował go na biskupa bârladzkiego, wikariusza eparchii Huși. Jego chirotonia biskupia odbyła się w roku następnym. W 1921 został przeniesiony do metropolii Mołdawii jako jej biskup pomocniczy. W 1923 objął katedrę Dolnego Dunaju i pozostawał na niej przez rok.
W 1924 został ordynariuszem eparchii Huși i pozostał na tym urzędzie do śmierci.